# Agüimes
Agüimes è un comune spagnolo di 20 124 abitanti situato nella comunità autonoma delle Canarie.